# Nuestra Belleza Latina 2014
Nuestra Belleza Latina 2014 fue la octava temporada de Nuestra Belleza Latina y la octava temporada emitida en Univision. El estreno de la temporada fue el domingo 16 de febrero de 2014 a las 8 pm/7c, el primer estreno de las ocho temporadas. El final de temporada fue el domingo, el 18 de mayo de 2014.
Las audiciones se llevaron a cabo desde diciembre de 2013 hasta enero de 2014 en las cinco principales ciudades de Estados Unidos (Miami, Florida; Chicago, Illinois; la ciudad de Nueva York, Nueva York; San Antonio, Texas; Los Ángeles, California) y en San Juan (Puerto Rico), con también Online Castings disponibles. Durante el proceso de audición, 60 mujeres jóvenes pasaron a las semifinales en Miami. Dos concursantes fueron elegidas por audiciones en línea, con la ayuda de los votos del público.
La ganadora del concurso se adjudicó un contrato para ser una de la nueva personalidad se enfrenta en muchos de Univision programas y entregas de premios y la oportunidad de ganar $ 200;000 en efectivo y premios; una reducción premio de cuatro temporadas anteriores y la espalda a su formato original. Además, ella aparecerá en la portada de la revista Cosmopolitan en Español. Ella también va a ser una anfitriona de Sábado gigante y reinar como Nuestra Belleza Latina 2014.
La ganadora de Nuestra Belleza Latina 2014 fue Aleyda Ortiz de Puerto Rico.

## Jueces 2014
| Nombre           | País                                           | Descripción                                               | Años de juez  |
| ---------------- | ---------------------------------------------- | --------------------------------------------------------- | ------------- |
| Osmel Sousa      | Bandera de Cuba · Bandera de Venezuela         | Presidente de la organización Miss Venezuela              | 2007 - 2016   |
| Lupita Jones     | Bandera de México · Bandera de Baja California | Miss Universo 1991 y presidenta de Nuestra Belleza México | 2008 - 2014   |
| Jencarlos Canela | Bandera de Estados Unidos                      | Actor y cantante                                          | 2014          |
| Jomari Goyso     | Bandera de España                              | Estilista y conductor de televisión                       | 2014-Presente |

### Los cambios y las concursantes
Hubo cambios importantes tanto en formato y elenco de Nuestra Belleza Latina, Giselle Blondet, host original de siete temporadas anteriores no volverá. Este año, los anfitriones se incrementarán por tener tres, la primera ganadora de Nuestra Belleza Latina 2007 Alejandra Espinoza; la reina de belleza venezolana y coanfitriona de Mira quién baila, Chiquinquirá Delgado y el actor / modelo y subcampeón de Mira quién baila (US) Temporada 4, Pedro Moreno. 
También hay importantes cambios en el Panel de Arbitraje, Julián Gil ya no es el juez después de cuatro temporadas consecutivas y cinco en total y fue reemplazado por el actor y cantante Jencarlos Canela y el estilista y conductor de televisión Jomari Goyso. Por último, el otro gran cambio es un nuevo panel de "mentoras" formadas por Miss Universo 1996 y ex Nuestra Belleza Latina 2007 jueza Alicia Machado y Miss Universo 2001 Denise Quiñones que guiarán y serán mentoras de las chicas en el camino hacia convertirse en Nuestra Belleza Latina 2014. 
A diferencia de otros años, esta vez las 12 finalistas son aún conocidas, todas las latinas con talento procedentes de los Estados Unidos y Puerto Rico. También se incorpora esta temporada será cámaras ocultas que siguen aún más íntimamente el drama que se teje entre por día las 12 concursantes por día en la mansión.

## Audiciones
| Lugar                   | Fecha                                       |
| ----------------------- | ------------------------------------------- |
| San Juan, Puerto Rico   | 5 de diciembre de 2013                      |
| Nueva York, Nueva York  | 8 de diciembre de 2013                      |
| Chicago , Illinois      | 4 de enero de 2014                          |
| Houston, Texas          | 19 de diciembre de 2013                     |
| Los Ángeles, California | 9 de enero de 2014                          |
| Miami, Florida          | 12 de enero de 2014                         |
| Audición Online         | 1 de diciembre de 2013 a 5 de enero de 2014 |

## Concursantes 2014
| Resultados                  | Concursantes | Concursantes |
| --------------------------- | --- | ------------ |
| Nuestra Belleza Latina 2014 | - Puerto Rico - Aleyda Ortiz |              |
| 2º lugar                    | - Guatemala - Josephine Ochoa |              |
| 3º lugar                    | - República Dominicana - Nabila Tapia |              |
| 4º lugar                    | - México - Aly Villegas |              |
| 5º lugar                    | - Cuba - Alina Robert |              |
| 6º lugar                    | - México - María Elena Anaya |              |
| 7º lugar                    | - México - Prissila Sánchez |              |
| 8º lugar                    | - Venezuela - Gabriela Álvarez |              |
| 9º lugar                    | - Colombia - Valeria Moreno |              |
| 10º lugar                   | - México - Yesenia Hernández |              |
| 11º lugar                   | - México - María E. Delgado |              |
| 12º lugar                   | - México - Carolina Verdura |              |
| Top 24                      | - Cuba - Ivette Gutiérrez - Cuba - Joana Lisa González - República Dominicana - Carolina Peguero - México - Fernanda Vázquez - México - Glorycely Loung - México - Rubí Janet - México - Tania Ontiveros - México - Tania Reyes - México - Virginia Stille - Puerto Rico - Alexandra Porrata - Puerto Rico - Darling Cruz - Uruguay - Paulette Hachey |              |

## Datos de las participantes
- Alina Robert triunfó y deslumbró varios certámenes de belleza incluso Miss Latinoamérica 2012 representando a Cuba, Miss Cuban American 2012 y Reina Mundial de los Carnavales 2012. También representó a Cuba al Miss Caribbean World 2012, resultando y siendo 3ª finalista.
- Josephine Ochoa es Miss Guatemala U.S. 2013.
- María Elena Anaya es finalista en Univision’s Miss República Deportiva 2010.
- /  Yesenia Hernández es Miss Hispanoamérica Illinois 2012.
- Aleyda Ortiz es 1ª finalista en el Miss Universo Puerto Rico 2014 y representó a Puerto Rico en el Miss Intercontinental 2013 donde obtuvo Mejor traje de baño y Mejor sonrisa. Posicionó en el top 5 y es 1ª finalista.
- Nabila Tapia es Miss Turismo Dominicana 2010 y Miss Teen República Dominicana 2009. Y representó a República Dominicana al Miss Teen International 2010 resultando y siendo 2ª finalista.
- Gabriela Álvarez es Chica Venezuela USA 2006.

- Datos: Q16500628